# Nguyễn Đức Quỳ
Nguyễn Đức Quỳ (23/9/1914 - 25/9/1989) là nhà cách mạng và ngoại giao Việt Nam, nguyên Bí thư Tỉnh ủy Hà Nam, Đại diện Chính phủ Việt Nam Dân chủ Cộng hòa tại Thái Lan, Thứ trưởng Bộ Văn hoá, Giám đốc Nhà xuất bàn Ngoại văn.

## Tiểu sử
Ông sinh năm 1914 có quê quán ở An Mỹ (làng Đầu), tổng Dương Quang, phủ Thuận Thành nay là xóm Đông, thôn Yên Mỹ, xã Dương Quang, huyện Gia Lâm, Hà Nội. Ông còn có tên khác là Đào Thành Kim, Đào Bình Luống.
Từ tháng 2/1938-11/1939 ông đảm nhận chức Bí thư Tỉnh ủy của tỉnh Hà Nam. 
Năm 1945 ông cùng các đồng chí Nguyễn Văn Kha, Lê Liêm lãnh đạo khởi nghĩa giành chính quyền tại Hải Dương.
Năm 1946 ông được Trung ương đảng cử làm Phó Bí thư Ban Cán sự Đảng tại hải ngoại. 
Tháng 7 năm 1946 ông được Chủ tịch Nước ủy nhiệm làm Phái viên Chính phủ Việt Nam Dân chủ Cộng hòa tại Băng Cốc (Thái Lan) nhằm vận động đoàn kết kiều bào ta ở Thái Lan và các nước khác hướng về Tổ quốc; từng bước làm cho thế giới hiểu về cuộc kháng chiến của nhân dân Việt Nam; tìm các ủng hộ tiếp tế cho kháng chiến Nam Bộ; vận động các chính phủ Đông Nam Á, trước hết là Chính phủ Thái Lan đồng tình ủng hộ và giúp đỡ cuộc kháng chiến của nhân dân ta chống ngoại xâm .
Ông sang Thái Lan thiết lập Phái viên quán gồm có các thành viên: Cao Hồng Lãnh, Nguyễn Thanh Sơn, Trần Mai, Song Tùng. Hoạt động của Phái viên quán nhận được sự giúp đỡ, ủng hộ của chính quyền Thái Lan thời kỳ này, thông qua việc tuyên truyền của Phái viên Việt Nam. Nhiều kiều bào ủng hộ kháng chiến, ủng hộ Chính phủ Cụ Hồ bằng những việc làm thiết thực: các nhà trí thức (bác sĩ Đặng Văn Ngữ) về nước làm việc. quyên góp tiền mua máy móc, thiết bị chuyên dụng, thành lập một số đội quân như đội Cửu Long I, Cửu Long II, Trần Phú... trang bị đầy đủ vũ khí, hành quân về nước tham gia kháng chiến. Riêng Chi đội Trần Phú gồm 273 thanh niên ưu tú, được huấn luyện kỹ và tổ chức chặt chẽ đã hành quân về Nam Bộ. Chi đội Trần Phú nổi tiếng chiến đấu dũng cảm, lập nhiều chiến công tại Tây Ninh, Mộc Hóa. Về sau, nhiều cán bộ của chi đội này đã trở thành nòng cốt cho một số đơn vị, trong đó có "Tiểu đoàn 307". 
Qua 5 năm hoạt động tại Thái Lan, ông và các cán bộ của Phái viên quán đã góp phần xây dựng cây cầu nối Việt Nam ra thế giới.
Năm 1951 do Chính phủ Thái Lan chính thức công nhận Chính phủ Quốc gia Việt Nam, nên ông cùng Phái viên quán phải trở về nước.
Tháng 2/1952, ông được Trung ương giao nhiệm vụ Bí thư thứ nhất Đại sứ quán Việt Nam Dân chủ Cộng hoà tại Mátxcơva, Liên Xô.
Thập niên 1960 - 1970 ông chuyển sang công tác tại Bộ Văn hóa giữ chức Thứ trưởng Bộ Văn hoá . 
Trước khi nghỉ hưu, Ông được giao làm Giám đốc Nhà xuất bàn Ngoại văn .
Vợ của ông là bà Nguyễn Thị Cúc, từng là nhân viên Đại sứ quán Việt Nam tại Liên Xô, hiện đang sống tại phường Trường Thọ, quận Thủ Đức, TP Hồ Chí Minh..